# Wilhelm Souchon
Wilhelm Anton Souchon (Leipzig, 2 juni 1864 - Bremen, 13 januari 1946) was viceadmiraal van 1913 tot 1917 tijdens de Eerste Wereldoorlog, eerst voor de Duitse en daarna voor Ottomaanse vloot.

## Eerste Wereldoorlog
De Mittelmeerdivision (Duitse vloot in de Middellandse Zee) had in eerste instantie tot taak, de aanvoer van troepen en materieel van Frans Noord-Afrika naar Frankrijk te verhinderen. Deze Duitse vloot bestond slechts uit twee schepen, die modern en van goede kwaliteit waren qua bewapening, bepantsering en snelheid; de slagkruiser Goeben en de Breslau. De Duitse vloot stond onder bevel van de admiraal Wilhelm Souchon.
De Britse vloot was aan de vooravond van de Eerste Wereldoorlog geconcentreerd rond Malta en bestond uit de slagkruisers Indomitable, Inflexible en Indefatigable, vier lichte kruisers en veertien torpedobootjagers. De bevelhebber was de admiraal Sir Archibald Berkeley Milne.
Op 4 augustus 1914 bombardeerde de Goeben de Franse havensteden Annaba en Skikda; diezelfde dag verklaarde Groot-Brittannië de oorlog aan Duitsland. Het begin van de achtervolging van SMS Goeben en SMS Breslau. De Britse schepen, later versterkt met de lichte kruiser Dublin achtervolgden de beide Duitse schepen, die erin slaagden een gestaag toenemende voorsprong op te bouwen.
Souchon kon onmogelijk terugkeren naar Duitsland, of zelfs maar de Atlantische Oceaan bereiken. Internering in een Turkse haven leek de enige keus. De Duitse regering besloot de beide schepen, compleet met de bemanning, aan de Turkse regering als geschenk aan te bieden. Dit gebaar werd door de Turkse regering zeer op prijs gesteld: enkele dagen daarvoor had de Britse regering twee Turkse oorlogsschepen gevorderd, die op Britse werven gebouwd waren en vrijwel gereed waren. De Goeben en Breslau werden in Turkse dienst gesteld en hernoemd naar respectievelijk Yavuz Sultan Selim en Midilli met Souchon aan het hoofd.

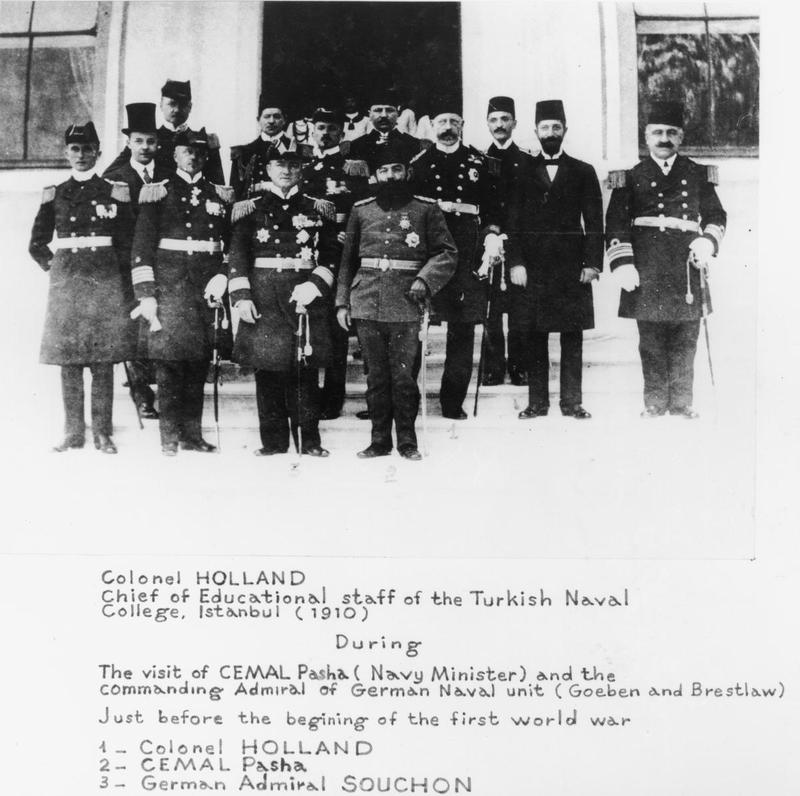

Met deze daad koos de Turkse regering de zijde van de centrale mogendheden en verklaarde de oorlog aan de Triple Entente. Op 29 oktober 1914 viel de Osmaanse vloot Odessa aan, het begin van de Oorlog in de Zwarte Zee, oorlog met Rusland. Op 5 november annexeerden de Britten Cyprus, tot dan een deel van het Ottomaanse Rijk.
In 1915 hervormde hij de Ottomaanse vloot, die een belangrijke rol heeft gespeeld in de aanloop naar de Slag om Gallipoli.
Op 29 oktober 1916 kreeg Souchon de onderscheiding Pour le Mérite en in 1917 keerde hij naar Duitsland terug.

## Militaire loopbaan
- Seekadett: 1881
- Kapitänleutnant: 3 oktober 1894
- Korvettenkapitän:
- Kapitän zur See: juni 1906
- Konteradmiral: 10 april 1911
- Vizeadmiral: 27 mei 1915

## Verwante
- Hermann Souchon (1894–1982), die Rosa Luxemburg liet ombrengen, was zijn neef.